# Coronet Peak
Der Coronet Peak (englisch für Diademspitze) ist ein 1651 m hoher Berg in den Neuseeländischen Alpen unweit von Queenstown. Mit dem am Südhang gelegenen, 1947 eröffneten und somit ältesten Skiresort Neuseelands gehört er zu den bedeutendsten Wintersportgebieten der südlichen Hemisphäre.

## Lage und Umgebung
Der Coronet Peak erhebt sich am Rand des Wakatipu Basin etwa 15 Kilometer nordöstlich von Queenstown am  Ufer des Lake Wakatipu und überragt diesen um 1340 Meter. Nächstgelegene Siedlung ist die ehemalige Goldgräberstadt Arrowtown in einem Becken östlich des Berges. Das gleichnamige Skigebiet ist von Queenstown aus über eine Straße erreichbar. Bei km 4,8 zweigt die Skippers Road, eine bekannte Touristenstraße ab, die über einen Sattel in den gleichnamigen Canyon führt. Etwa 16 Kilometer südöstlich sowie 33 Kilometer nordnordöstlich des Coronet Peak liegen mit The Remarkables und Treble Cone zwei weitere bekannte Skigebiete.

## Geologie und Geomorphologie
Das Wakatipu Basin ist aus dem paläozoischen Otago-Schiefer aufgebaut. Dieser ist Teil des Haast-Schiefer-Terrans, das sich über große Flächen im unteren Teil der Südinsel erstreckt. Das Gestein besteht aus Grünschiefer, Quarz, Feldspat und pelitischen Lithologien, die aus Sand- und Tonstein sowie  Vulkanit hervorgingen.
Am Coronet Peak besteht eine der größten Massenbewegungen des Beckens, die beinahe den gesamten Südhang des Berges zwischen Arthurs Point und Arrowtown einnimmt. Es handelt sich dabei um einen tiefgreifenden Bergrutsch, der wahrscheinlich vor 135.000 Jahren durch Eisunterschneidung in Folge eines Gletschervorstoßes ausgelöst wurde. Die Translationsrutschung mit planarer Scherfläche und einer Neigung zwischen 15 und 25° weist ein geschätztes Volumen von etwa einer Milliarde Kubikmetern auf und lässt sich morphologisch in zwei Zonen untergliedern. Die größere Zone verfügt über eine gut entwickelte Topographie und bewegt sich heute mit einer Geschwindigkeit von unter 2,5 mm/Jahr.

## Tourismus

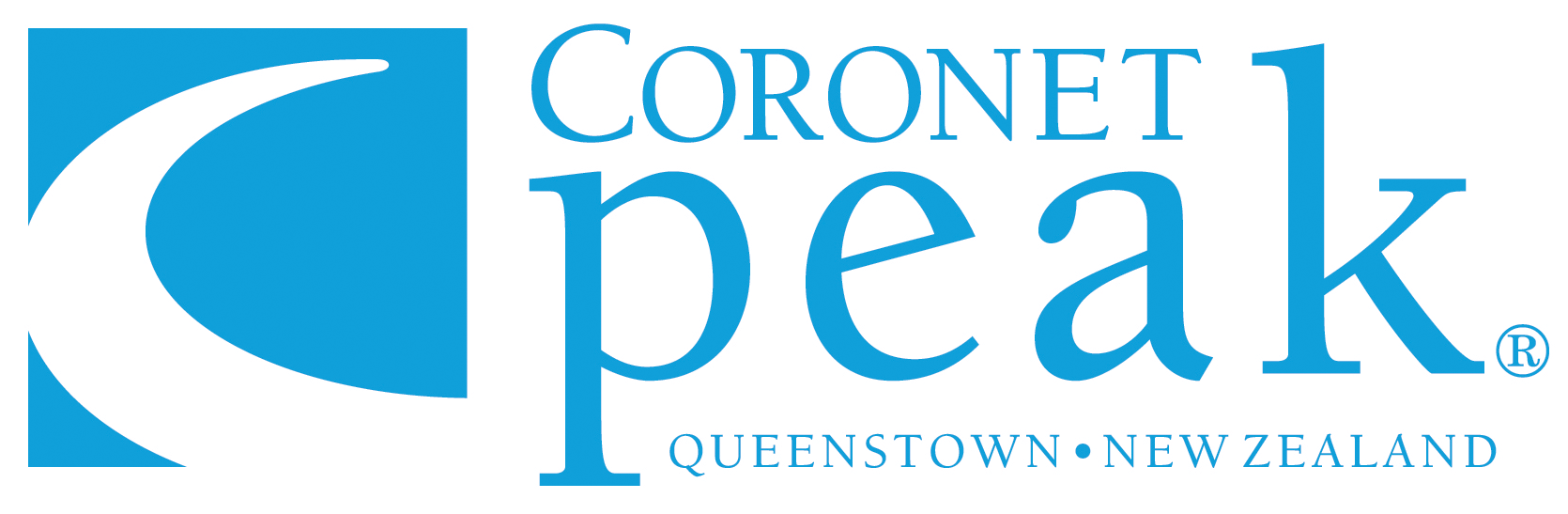
Logo des Skigebiets

Die mit dem Bergrutsch deckungsgleiche Südflanke des Berges ist heute intensiven Nutzungen unterworfen. In den Sommermonaten dient sie als Schafweide sowie als Bewegungsfläche für Wanderer, Mountainbiker und Paragleiter.
Das Wintersportgebiet am Coronet Peak besteht seit Juli 1947 und ist Neuseelands ältestes kommerzielles Skigebiet. Die erste Aufstiegshilfe bestand aus einem einfachen Seillift, der vom Jetbooterfinder Bill Hamilton konstruiert wurde. Erster Besitzer war die Mount Cook and Southern Lakes Tourist Company. Die Saison dauerte anfangs lediglich vier Wochen, konnte ab 1992 aber durch die Einführung eines Beschneiungssystems verlängert werden.
Heute umfasst das Skigebiet, dessen Basis sich auf 1180 m befindet, eine Fläche von 280 Hektar und Pisten in allen Schwierigkeitsgraden. Es bestehen acht Aufstiegshilfen, darunter drei Sesselbahnen, ein Schlepplift und seit 2019 eine Gondelbahn. An gewissen Wochentagen bietet sich die Möglichkeit des Nachtskilaufs. Laut eigenen Angaben verfügt das von der Firma NZ Ski Ltd. betriebene Skigebiet mit mehr als 200 Schneekanonen über die größte Beschneiungsanlage der südlichen Hemisphäre. Die Saison läuft in der Regel von Anfang Juni bis Anfang Oktober. Der von der FIS veranstaltete Australia New Zealand Cup macht jährlich im August oder September am Coronet Peak Station.
|  |  |